# Caimh McDonnell
Caimh McDonnell es un escritor irlandés de novelas (quien publica bajo el nombre de CK McDonnell) nacido en Limerick, Irlanda, y que actualmente vive en Mánchester, Reino Unido. Ahora se dedica exclusivamente a esto, pero en el pasado también colaboró como escritor para programas televisivos británicos en numerosas ocasiones, incluyendo programas como Have I Got News for You, Mock the Week, y The Sarah Millican Television Programme, e incluso ha llegado a ser nominado en los premios BAFTA por la creación de la serie de animación Pet Squad, del canal CBBC. Por otra parte, también es famoso por sus monólogos.
Escribió su primer libro en 2016 y no ha parado desde entonces. Caimh ha seguido escribiendo hasta el día de hoy, manteniendo el ritmo del desarrollo de las tramas de manera trepidante juntamente con su ya característico humor negro con toque irlandés.
La novela con la que debutó como escritor, A Man With One of Those Faces (2016), fue nominada a mejor libro por los premios CAP en 2017. Su otro libro I Have Sinned (2019) fue preseleccionado para participar en los premios Kindle Storyteller Award en 2019.

## Novelas
Estos son los siguientes libros de Caimh McDonnell (CK McDonnell):

### SagaDublin
- A Man With One of Those Faces (2016)
- The Day That Never Comes (2017)
- Angels in the Moonlight (2017) (precuela)
- Last Orders (2018)

### TrilogíaBunny McGarry
- Desaster Inc (2018)
- I Have Sinned (2019)
- The Quiet Man (2020)

### The Stranger Times
- The Stranger Times (2021)

### Otros libros
- Bloody Christmas (2019)
- The Final Game (2020)
- Welcome to Nowhere (2020)